# Qorğan
Qorğan è un comune dell'Azerbaigian situato nel distretto di Şabran.